# Alitalia Servizi
Alitalia Servizi S.p.A. in Amministrazione Straordinaria è stata una società italiana attiva nel settore del trasporto aereo, occupandosi di manutenzione e revisione di aeromobili, operazioni aeroportuali ed handling, servizi amministrativi, informatici e telecomunicazioni.
Era parte del gruppo Alitalia - Linee Aeree Italiane.

## Storia
La compagnia nasce il 10 novembre 2004 ma diventa operativa dal 1º maggio 2005, con la riorganizzazione della holding Alitalia che le conferisce i rami d'azienda relativi ai servizi strumentali e di supporto al volo, quali Manutenzione aeronautica, Assistenza aeroportuale, Information Technology, Call center, Servizi condivisi, Servizi di manutenzione e gestione del patrimonio immobiliare, asset valutati circa 315 milioni di euro. Per questo motivo l'impresa era nota anche come AZ Service, entità diversa rispetto ad Alitalia (AZ Fly), a cui rimanevano in capo le operazioni di volo (piloti e assistenti), la gestione della flotta e le attività commerciali.
Alitalia, per contratto, doveva approvvigionarsi in via esclusiva presso Alitalia Servizi. Ad Alitalia Servizi, invece, era consentito muoversi liberamente sul mercato. Tuttavia, l'84% del fatturato Alitalia Servizi era dovuto ai rapporti con Alitalia.
Secondo la sentenza di primo grado numero 14243 del Tribunale di Roma, sezione VI, 28 settembre 2015, le tariffe che Alitalia Servizi applicava ad Alitalia erano superiori a quelle di mercato e comunque la scissione cagionò inefficienze produttive, duplicazioni di funzioni di controllo, conflittualità interna, carenze nei flussi informativi cui sono conseguiti solo diseconomie. Gli imputati, condannati tra le altre cose a risarcire Alitalia Servizi, hanno presentato appello e il processo è ancora in corso.
L'obiettivo del piano industriale era quello di aprire tali business a nuovi partner industriali insieme ai quali poi condurre le attività, ma non si riuscì nell'intento a causa delle proteste dei sindacati, nonostante fossero già stati firmati accordi con Almaviva (call center), Accenture (servizi amministrativi) e Eds (Ict) e create le società veicolo in cui conferire le attività da vendere (Call Center 2006 S.r.l., Servizi Condivisi 2006 S.r.l., Servizi Informatici 2006 S.r.l.).
Nel novembre 2005 Alitalia cede il 49% delle azioni a Fintecna, per 167 milioni di euro; tuttavia, fu stabilito che quest'ultima avesse il 51% dei voti in modo tale da permettere da Alitalia di deconsolidare Alitalia Servizi dal bilancio di gruppo.
Nel 2007 Fintecna versa altri 43 milioni per ricapitalizzare l'azienda.
Nel 2009 viene rilevata da Alitalia - Compagnia Aerea Italiana al prezzo di 57 milioni di euro.
Ad oggi, formalmente, è ancora esistente, sottoposta a procedura di amministrazione straordinaria.

## Dati
L'azienda occupava circa 8.300 persone. 
La dirigenza era formata dal presidente Giancarlo D'Andrea (direttore generale Fintecna) e dall'amministratore delegato Roberto Renon.
Società controllate:
- Alitalia Maintenance Systems S.p.A.

Azionista: Alitalia Servizi S.p.A. 60% e Lufthansa Technik 40%
Principale attività: Attività di manutenzione e revisione motori e APU.
- Alitalia Airport S.p.A.:

Azionista: Alitalia Servizi S.p.A. 100%
Principale attività: Produzione e svolgimento nell'ambito del settore aeroportule, di servizi di assistenza a terra ai passeggeri, alle merci ed agli aeromobili del Gruppo Alitalia ed ai terzi.
- Atitech S.p.A.:

Azionista: Alitalia Servizi S.p.A. 100%
Principale attività: Attività industriali di manutenzione di aeromobili e di lavorazione, riparazione, manutenzione e revisione delle parti e dei componenti aeronautici.
- Ales S.p.A.:

Azionista: Alitalia Servizi S.p.A. 100%
Principale attività: Servizi di archiviazione ottica e fisica di biglietti aerei.